# Airdrawndagger
Airdrawndagger е албум на уелския диджей Саша. Издаден е през 2002 г. от Кинетик Рекърдс и Би Ем Джи. В него се включват Чарли Мей и Джънки Ексел. Терминът „air-drawn dagger“ (буквално: извадена във въздуха кама) е използван в Макбет, за да окачестви емоционален изблик. Албумът има много по-различно звучене от другите работи на Саша, като например Xpander. Тонът му е много по-атмосферичен и отпуснат в сравнение с другите денс миксове на Саша. В интервю с Дъпспот от март 2013 г. Саша заявява, че продукцията на този албум основно разчита на синтезаторите Роланд Джей Ди 800 и Уалдорф Уейв, описвайки ги като „звученето на Airdrawndagger“.